# Arlight
Arlight es un área no incorporada ubicada en el condado de Santa Bárbara en el estado estadounidense de California.

## Geografía
Arlight se encuentra ubicada en las coordenadas 34°34′40″N 120°38′22″O / 34.57778, -120.63944.